# Tony Wegas

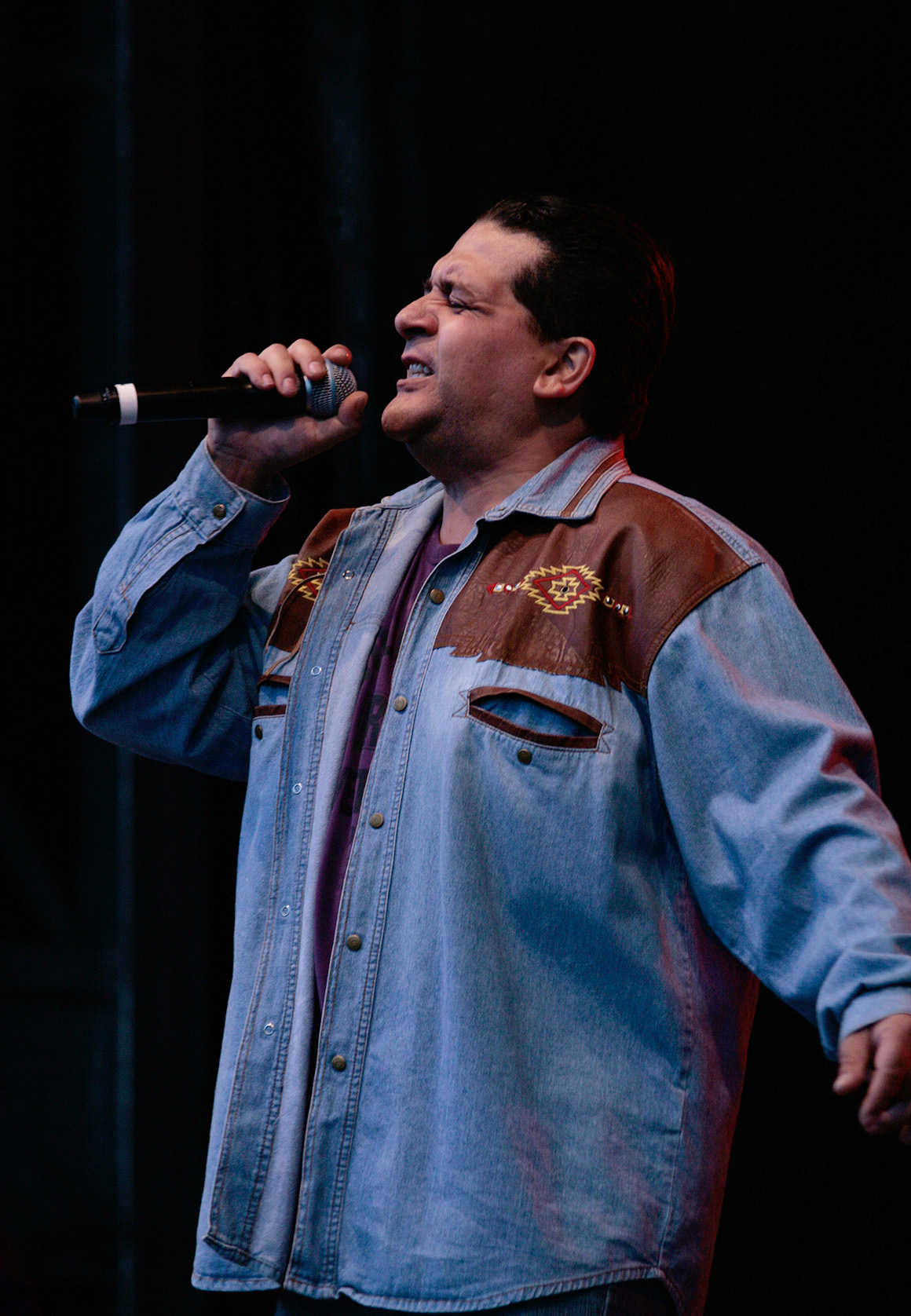
Wegas em 2009.

Tony Wegas (nome artístico de Anton Hans Sarközi, mais tarde também Anton Hiller), 3 de Maio de 1965, em Unterschützen, Áustria é um cantor e ator de televisão austríaco.

## Festival Eurovisão da Canção
Tony Wegas representou a Áustria no Festival Eurovisão da Canção 1992 interpretando o tema "Zusammen geh'n", composto pelo músico e compositor alemão Dieter Bohlen, canção esta que terminou em 10º lugar com 63 pontos. Voltou a representar seu país no ano seguinte, no Festival Eurovisão da Canção 1993, com o tema "Maria Magdalena", que se posicionou em 14º lugar, com 32 pontos.

## Televisão
Em 1993 surgiu numa série de comédia chamada  Hochwürden erbt das Paradies .

## Discografia
- 1990 - Copa Cagrana / Conga Cagrana (Single)
- 1992 - Zusammen geh'n (Single)
- 1994 - Feuerwerk (Álbum)
- 1995 - ...für Dich (Álbum)
- 2004 - The Very Best Of (Álbum)